# Суботиште
Суботиште је насеље у Србији у општини Пећинци у Сремском округу. Према попису из 2022. било је 752 становника.
Овде се налази Српска православна црква Рождества Светог Јована у Суботишту.

## Историја
У мађарским документима се село спомиње први пут 1329. године и то је после Попинаца најстарије село у општини. У новијој историји, 1702. године пописана су два места - Мишковци и Суботиште, али се та два села убрзо спајају и користи се час једно, час друго име. У првој половини 18. века припада митровачком властелинству а од 1745. Војној граници.
У Суботишту (или Мишковци) се родио и живео чувени Негован Ранитовић (13. фебруара 1864-1940), продавац књига, црквени "певац", песник, члан Матице српске и носилац Ордена Св. Саве V степена. У родном месту је завршио основну школу, и то је било сво формално образовање тог "несуђеног свињара". Био је то велики неуморни посленик, чудних идеја и пасија; самоук посвећен умном стваралаштву који је неуморно описивао своје дане и то у стиху. Октобра 1909. године Негован је прославио "400.000 часова свог живота". Путовао је пуно и по вашарима и светковинама нудио књиге на продају, носећи их на леђима у џаку. Започео је аквизитерски посао за новосадске издаваче. Импровизовао је он у великој соби сеоске куће своју библиотеку, у којој се налазио по један примерак сваке књиге до које би дошао, од преко 18.000 наслова, за коју је тврдио да је "највећа библиотека књига у целом Српству". Поделио је своје књиге по полицама, на "струке". Не само да је изврсно памтио, изванредно рачунао, лепо говорио, доста знао о књигама, већ се бавио и "озбиљним" писањем. Објавио је као писац и издавач и више својих књига, а најпознатије дело у народу је његов предратни "Вечити календар".
Број становника је растао до Другог светског рата, са малим застојем за време Првог светског рата због исељавања Немаца. Велики број мештана - 88. је стрељано или погинуло од стране фашиста. Досељавање из Србије није покрило опадање становништва, па ово село полако одумире.

## Демографија
У насељу Суботиште живи 719 пунолетних становника, а просечна старост становништва износи 38,9 година (37,7 код мушкараца и 40,0 код жена). У насељу има 296 домаћинстава, а просечан број чланова по домаћинству је 3,18.
Ово насеље је великим делом насељено Србима (према попису из 2002. године).
|  |

| Демографија | Демографија | Демографија |
| Година      | Становника  | Становника  |
| ----------- | ----------- | ----------- |
| 1948.       | 882         |             |
| 1953.       | 910         |             |
| 1961.       | 953         |             |
| 1971.       | 927         |             |
| 1981.       | 911         |             |
| 1991.       | 968         | 962         |
| 2002.       | 942         | 953         |

| Етнички састав према попису из 2002.‍ | Етнички састав према попису из 2002.‍ | Етнички састав према попису из 2002.‍ | Етнички састав према попису из 2002.‍ | Етнички састав према попису из 2002.‍ |
| ------------------------------------ | ------------------------------------ | ------------------------------------ | ------------------------------------ | ------------------------------------ |
|                                      |                                      |                                      |                                      |                                      |
| Срби                                 | Срби                                 |                                      | 897                                  | 95,22%                               |
| Хрвати                               | Хрвати                               |                                      | 6                                    | 0,63%                                |
| Мађари                               | Мађари                               |                                      | 4                                    | 0,42%                                |
| Муслимани                            | Муслимани                            |                                      | 3                                    | 0,31%                                |
| Црногорци                            | Црногорци                            |                                      | 2                                    | 0,21%                                |
| Југословени                          | Југословени                          |                                      | 2                                    | 0,21%                                |
| Словенци                             | Словенци                             |                                      | 1                                    | 0,10%                                |
| Словаци                              | Словаци                              |                                      | 1                                    | 0,10%                                |
| Русини                               | Русини                               |                                      | 1                                    | 0,10%                                |
| Бошњаци                              | Бошњаци                              |                                      | 1                                    | 0,10%                                |
| непознато                            | непознато                            |                                      | 11                                   | 1,16%                                |

| Година пописа     | 1948. | 1953. | 1961. | 1971. | 1981. | 1991. | 2002. |
| ----------------- | ----- | ----- | ----- | ----- | ----- | ----- | ----- |
| Број домаћинстава | 200   | 211   | 259   | 279   | 293   | 298   | 296   |

| Број чланова      | 1  | 2  | 3  | 4  | 5  | 6  | 7 | 8 | 9 | 10 и више | Просек |
| ----------------- | -- | -- | -- | -- | -- | -- | - | - | - | --------- | ------ |
| Број домаћинстава | 50 | 75 | 46 | 70 | 25 | 19 | 6 | 4 | 0 | 1         | 3,18   |

| Пол    | Укупно | Неожењен/Неудата | Ожењен/Удата | Удовац/Удовица | Разведен/Разведена | Непознато |
| ------ | ------ | ---------------- | ------------ | -------------- | ------------------ | --------- |
| Мушки  | 365    | 108              | 232          | 13             | 12                 | 0         |
| Женски | 394    | 68               | 232          | 78             | 16                 | 0         |
| УКУПНО | 759    | 176              | 464          | 91             | 28                 | 0         |

| Пол    | Укупно                    | Пољопривреда, лов и шумарство | Рибарство                            | Вађење руде и камена | Прерађивачка индустрија       |
| ------ | ------------------------- | ----------------------------- | ------------------------------------ | -------------------- | ----------------------------- |
| Мушки  | 243                       | 126                           | 0                                    | 0                    | 48                            |
| Женски | 130                       | 79                            | 0                                    | 0                    | 13                            |
| УКУПНО | 373                       | 205                           | 0                                    | 0                    | 61                            |
| Пол    | Производња и снабдевање   | Грађевинарство                | Трговина                             | Хотели и ресторани   | Саобраћај, складиштење и везе |
| Мушки  | 0                         | 13                            | 12                                   | 2                    | 14                            |
| Женски | 0                         | 0                             | 12                                   | 2                    | 1                             |
| УКУПНО | 0                         | 13                            | 24                                   | 4                    | 15                            |
| Пол    | Финансијско посредовање   | Некретнине                    | Државна управа и одбрана             | Образовање           | Здравствени и социјални рад   |
| Мушки  | 0                         | 5                             | 11                                   | 3                    | 2                             |
| Женски | 1                         | 1                             | 6                                    | 6                    | 6                             |
| УКУПНО | 1                         | 6                             | 17                                   | 9                    | 8                             |
| Пол    | Остале услужне активности | Приватна домаћинства          | Екстериторијалне организације и тела | Непознато            | Непознато                     |
| Мушки  | 1                         | 0                             | 0                                    | 6                    | 6                             |
| Женски | 1                         | 0                             | 0                                    | 2                    | 2                             |
| УКУПНО | 2                         | 0                             | 0                                    | 8                    | 8                             |

## Галерија
- Поглед на село
- Поглед на село
- Поглед на село
- Поглед на село
- Основна школа „Слободан Бајић-Паја“ Пећинци, одељење у Суботишту
- Основна школа „Слободан Бајић-Паја“ Пећинци, одељење у Суботишту
- Месна канцеларија и пошта
- Споменик палим партизанима у НОБ-у (1941-1945)